# جون ر. فوكس
جون ر. فوكس (بالإنجليزية: John R. Fox)‏ هو جندي أمريكي، ولد في 18 مايو 1915 في سينسيناتي في الولايات المتحدة، وتوفي في 26 ديسمبر 1944 في Sommocolonia ‏ في إيطاليا.

## وصلات خارجية
- الموقع الرسمي